# توماس غويغنجر
توماس غويغنر بالأنجليزية - Thomas Goiginger (بالألمانية: Thomas Goiginger) (من مواليد 15 مارس 1993) هو لاعب كرة قدم نمساوي محترف يلعب كلاعب خط الوسط في فريق لاسك لينز النمساوي .

## الأندية
لعب غويغنجرمع يونيون فوكلاماركت وتي اس في نيوماركت وإس فاو جروديج .

## دوليا
في نوفمبر 2018 ، تم استدعاء غويغنجر إلى المنتخب النمساوي للفريق الأول، وكان بديلاً غير خلال مباريات دوري الأمم المتحدة ضد البوسنة والهرسك وأيرلندا الشمالية.

## روابط خارجية
- توماس غويغنجر على موقع الاتحاد الأوربي (الإنجليزية)
- توماس غويغنجر على موقع قاعدة بيانات كرة القدم.إي يو (الإنجليزية)
- توماس غويغنجر على موقع ناشيونال فوتبول تيمز (الإنجليزية)
- توماس غويغنجر على موقع Soccerway.com (الإنجليزية)
- توماس غويغنجر على موقع عالم كرة القدم.نت (الإنجليزية)